# Kunsthaus Wiesbaden

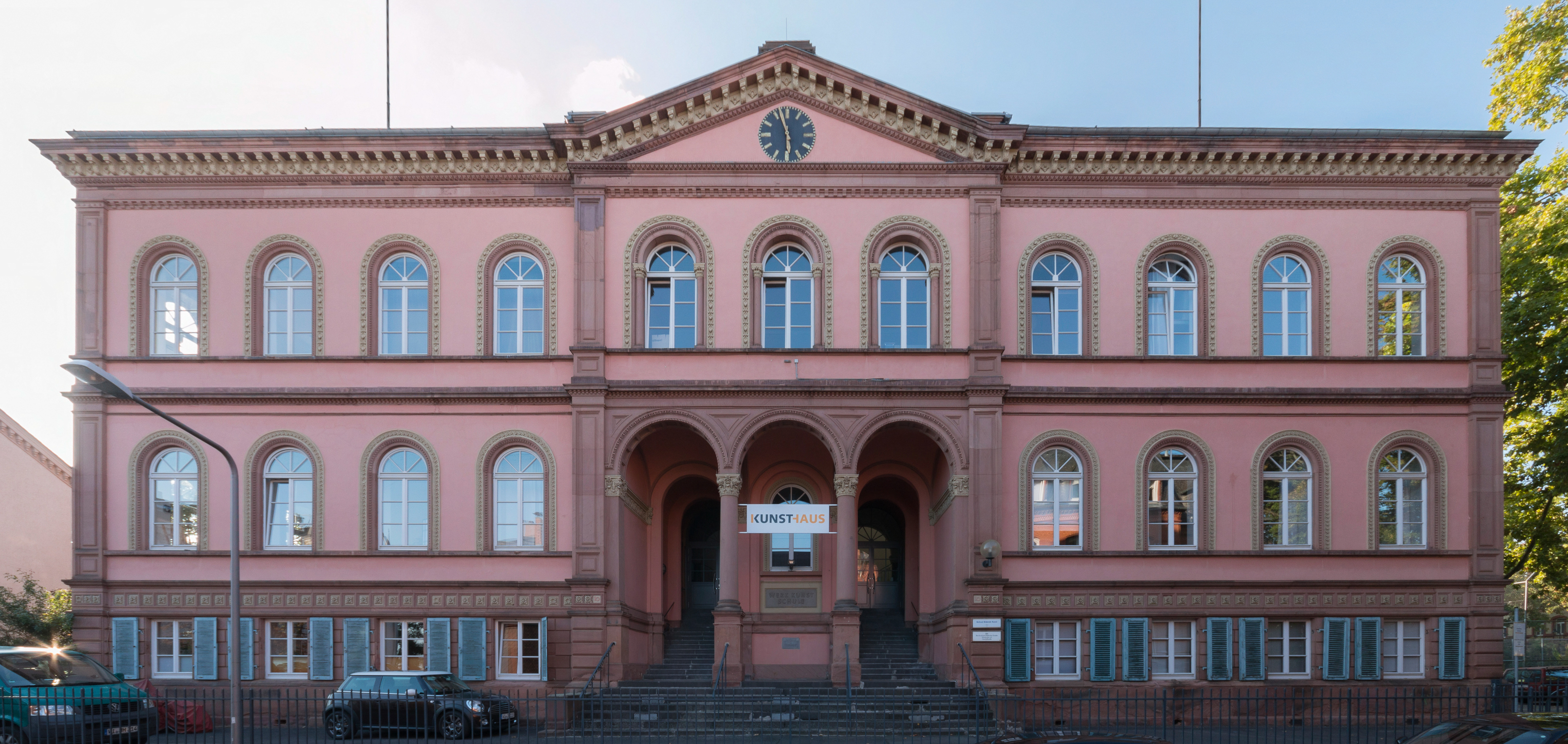
Kunsthaus Wiesbaden (2014),
Schulberg 10

Das Kunsthaus Wiesbaden ist ein Ausstellungs- und Veranstaltungsgebäude im hessischen Wiesbaden. Der Gebäudekomplex besteht aus einem Altbau und einem 2011 eröffneten Neubau.

## Lage
Das Kunsthaus befindet sich auf dem Schulberg mit Blick über die Stadt, in unmittelbarer Nähe zum Stadtzentrum von Wiesbaden. Südlich des Gebäudekomplexes liegt die Gedenkstätte für ermordete Wiesbadener Juden am Michelsberg auf der Fläche der früheren Synagoge.

## Geschichte
Das zweigeschossige Kunsthaus Wiesbaden wurde 1863 als Grundschule nach Plänen des Architekten Philipp Hoffmann erbaut. Der Gründerzeitbau ähnelt einem Palais im Stile des Klassizismus. Von 1919 an wurde das Gebäude als Handwerker- und Kunstgewerbeschule genutzt. Daraus entwickelte sich die renommierte Werkkunstschule der Hochschule RheinMain. Ein Student der Werkkunstschule war der Maler und Objektkünstler Peter Roehr. Heute sind rund 25 Prozent der ehemaligen Wiesbadener Schule denkmalgeschützt.
1982 stand das sanierungsbedürftige Gebäude leer und daher nutzte Helmut Schulze-Reichenberg, der Vorsitzende des Berufsverbandes Bildender Künstler Wiesbaden (BBK), die Chance und startete 1986 einen Rundruf unter gleichgesinnten Künstlern und Künstlerinnen, welche das Haus daraufhin besetzten und eine große Ausstellung in der Aula organisierten. Darauf folgend richteten die Kunstschaffenden sowohl im Haupthaus als auch im Nebengebäude Ateliers ein. Bereits 1987 öffneten die Künstler und Künstlerinnen ihre Werkstätten am „Tag der offenen Ateliers“ der Öffentlichkeit. Der BBK rief das Gebäude zum Kunsthaus aus und führte eine Reihe an Aktivitäten – wie Ausstellungen, Kunstgespräche, Seminare, Feste und das Symposium „Kunst im Weinberg“ –  durch. Daher erwarb die Stadt Wiesbaden das Haus für kulturelle Zwecke. Seit 1988 befindet sich das Gebäude in der Verwaltung des Kulturamtes der Landeshauptstadt Wiesbaden und dient als Ausstellungs- und Veranstaltungsort Kunstschaffenden mit regionalem und internationalem Bezug. Die Stadt Wiesbaden stellt ausgewählten Künstlern und Künstlerinnen im Turnus von fünf Jahren Ateliers zur Verfügung.
Im Jahre 2011 wurde ein eingeschossiger Neubau im direkten Anschluss an den Altbau eröffnet. Das schlichte Gebäude beherbergt eine über 300 Quadratmeter große, ebenerdige Kunsthalle und im Untergeschoss eine Artothek. Der architektonisch eigenständige Kubus wurde an die Stelle eines abgerissenen Anbaus aus den 1950er Jahren errichtet.